# Copa Mundial Femenina de Fútbol de 1995
La Copa Mundial del Fútbol Femenino de la FIFA Suecia 1995 (en sueco: Världsmästerskapet i fotboll för damer 1995) fue la segunda edición de la Copa Mundial Femenina de Fútbol organizada por la FIFA. Esta versión del torneo se realizó en Suecia del 5 al 18 de junio de 1995, siendo la edición más corta del certamen. Fue disputada por 12 equipos. Suecia ya había albergado anteriormente la Copa Mundial masculina en 1958.
El certamen sirvió como proceso clasificatorio para los Juegos Olímpicos de 1996: los ocho equipos que accedieron a la ronda de cuartos de final fueron invitados a participar del torneo olímpico. Además, se implementó el sistema de tres puntos por partido ganado y, a diferencia de la edición anterior celebrada en China, los partidos tuvieron una duración total de noventa minutos. Como experimento de la FIFA, cada equipo tuvo permitido realizar un «tiempo muerto» de dos minutos en cada tiempo de partido.
Tuvo marcas extremadamente bajas de audiencia, transformándolo en el Mundial femenino con menor asistencia de todos los tiempos. La cobertura de la prensa fue notoriamente limitada: en Estados Unidos, solamente se retransmitieron los partidos de aquella selección a través de la cadena ESPN, pero la final ni siquiera fue televisada. La poca atención de los medios repercutió claramente en el interés del público. De los 26 partidos disputados, solamente dos (el debut de la selección local frente a Brasil y la final del torneo) contaron con más de 14 000 asistentes en los palcos. El encuentro que disputaron Nigeria y Canadá en el Estadio Olimpia por la segunda jornada del grupo B fue visto por apenas 250 personas, y otros once partidos no alcanzaron ni los 3 000 espectadores. Para colmo, la distancia entre las ciudades elegidas y la falta de transporte estandarizado dificultaron notoriamente el traslado de los simpatizantes, y los estadios utilizados no daban lugar a grandes concentraciones de público: tres de los cinco recintos no superaban la capacidad de 10 000 espectadores.
Nueve de las doce selecciones participantes habían disputado la edición de 1991 en China. De las debutantes, sólo Inglaterra logró superar la fase inicial. Suecia, anfitriona, quedó eliminada en la instancia de cuartos de final a manos de la selección china, casualmente la misma a la que había superado en la misma ronda en el certamen anterior. La selección de Estados Unidos, defensora del título, se quedó con el tercer puesto. La final enfrentó a Alemania con Noruega. El equipo nórdico logró una victoria por 2-0, y obtuvo así la primera consagración de su historia.

## Organización

### Sedes
| Karlstad            | Karlstad Gävle Västerås Solna Helsingborg | Karlstad Gävle Västerås Solna Helsingborg |
| Värmland            | Karlstad Gävle Västerås Solna Helsingborg | Karlstad Gävle Västerås Solna Helsingborg |
| Tingvalla IP        | Karlstad Gävle Västerås Solna Helsingborg | Karlstad Gävle Västerås Solna Helsingborg |
| Capacidad: 5 000    | Karlstad Gävle Västerås Solna Helsingborg | Karlstad Gävle Västerås Solna Helsingborg |
|                     | Karlstad Gävle Västerås Solna Helsingborg | Karlstad Gävle Västerås Solna Helsingborg |
| Gävle               | Karlstad Gävle Västerås Solna Helsingborg | Karlstad Gävle Västerås Solna Helsingborg |
| Gävleborg           | Karlstad Gävle Västerås Solna Helsingborg | Karlstad Gävle Västerås Solna Helsingborg |
| Estadio Strömvallen | Karlstad Gävle Västerås Solna Helsingborg | Karlstad Gävle Västerås Solna Helsingborg |
| Capacidad: 7 300    | Karlstad Gävle Västerås Solna Helsingborg | Karlstad Gävle Västerås Solna Helsingborg |
|                     | Karlstad Gävle Västerås Solna Helsingborg | Karlstad Gävle Västerås Solna Helsingborg |
| Västerås            | Solna                                     | Helsingborg                               |
| Västmanland         | Estocolmo                                 | Escania                                   |
| Estadio Arosvallen  | Estadio Råsunda                           | Estadio Olimpia                           |
| Capacidad: 10 000   | Capacidad: 36 800                         | Capacidad: 17 200                         |
|                     |                                           |                                           |

### Lista de árbitros
AFC
- Pirom Un-Prasert

CAF
- Mamadouba Engage Camara
- Petros Mathabela
- Mohamed Hamid Osman

Concacaf
- Sonia Denoncourt
- Catherine Leann Hepburn

Conmebol
- Maria Edilene Siqueira
- Eduardo Gamboa

OFC
- Linda May Black

UEFA
- Alain Hamer
- Bente Skogvang
- Eva Ödlund
- Ingrid Jonsson

## Equipos participantes
En cursiva los equipos debutantes.
| Confederación | Confederación | Confederación | Confederación | Confederación | Confederación |
| ------------- | ------------- | ------------- | ------------- | ------------- | ------------- |
| AFC           | CAF           | Concacaf      | Conmebol      | OFC           | UEFA          |

| Equipos participantes | Equipos participantes | Equipos participantes | Equipos participantes |
| --------------------- | --------------------- | --------------------- | --------------------- |
| Alemania              | Canadá                | Estados Unidos        | Nigeria               |
| Australia             | China                 | Inglaterra            | Noruega               |
| Brasil                | Dinamarca             | Japón                 | Suecia                |

### Sorteo
El sorteo se llevó a cabo el 18 de febrero de 1995 en el Hotel Élite Marina Plaza de Helsingborg, Suecia, conducido por el Secretario General de la FIFA Joseph Blatter, y con la participación de los futbolistas suecos Tomas Brolin y Kristin Bengtsson.

## Fase de grupos
- Los horarios corresponden a la hora local en Suecia (UTC+2).

### Grupo A
| Selección | Pts. | PJ | PG | PE | PP | GF | GC | Dif. |
| --------- | ---- | -- | -- | -- | -- | -- | -- | ---- |
| Alemania  | 6    | 3  | 2  | 0  | 1  | 9  | 4  | 5    |
| Suecia    | 6    | 3  | 2  | 0  | 1  | 5  | 3  | 2    |
| Japón     | 3    | 3  | 1  | 0  | 2  | 2  | 4  | −2   |
| Brasil    | 3    | 3  | 1  | 0  | 2  | 3  | 8  | −5   |

| 5 de junio de 1995                                                       | Alemania | 1:0 (1:0) | Japón | Tingvalla IP, Karlstad                                      |                                                             |
| 14:00 CEST (UTC+2)                                                       | Neid 23' | Reporte   |       | Asistencia: 3 824 espectadores Árbitro(s): Petros Mathabela | Asistencia: 3 824 espectadores Árbitro(s): Petros Mathabela |
| Silvia Neid anotó el gol 100 en la historia de la Copa Mundial Femenina. |          |           |       |                                                             |                                                             |

| 5 de junio de 1995                                                                 | Suecia | 0:1 (0:1) | Brasil     | Estadio Olimpia, Helsingborg                                 |                                                              |
| 18:00 CEST (UTC+2)                                                                 |        | Reporte   | Roseli 37' | Asistencia: 14 500 espectadores Árbitro(s): Sonia Denoncourt | Asistencia: 14 500 espectadores Árbitro(s): Sonia Denoncourt |
| Primera vez en Mundiales femeninos que una selección local debuta con una derrota. |        |           |            |                                                              |                                                              |

| 7 de junio de 1995 | Suecia                                   | 3:2 (0:2) | Alemania                      | Estadio Olimpia, Helsingborg                               |                                                            |
| 19:00 CEST (UTC+2) | Andersson 65' (pen.), 86' · Sundhage 80' | Reporte   | Wiegmann 9' (pen.) · Lohn 42' | Asistencia: 5 855 espectadores Árbitro(s): Linda May Black | Asistencia: 5 855 espectadores Árbitro(s): Linda May Black |

| 7 de junio de 1995 | Brasil      | 1:2 (1:2) | Japón         | Tingvalla IP, Karlstad                                             |                                                                    |
| 19:00 CEST (UTC+2) | Pretinha 7' | Reporte   | Noda 13', 45' | Asistencia: 2 286 espectadores Árbitro(s): Catherine Leann Hepburn | Asistencia: 2 286 espectadores Árbitro(s): Catherine Leann Hepburn |
| Akemi Noda marcó el primer gol de Japón en la historia de la Copa Mundial Femenina de Fútbol. Primera victoria de Japón en Mundiales femeninos. |             |           |               |                                                                    |                                                                    |

| 9 de junio de 1995                                                              | Suecia                     | 2:0 (0:0) | Japón | Estadio Arosvallen, Västerås                                |                                                             |
| 19:00 CEST (UTC+2)                                                              | Videkull 66' · Andelen 88' | Reporte   |       | Asistencia: 7 811 espectadores Árbitro(s): Petros Mathabela | Asistencia: 7 811 espectadores Árbitro(s): Petros Mathabela |
| Primera clasificación de Japón a una segunda fase de una Copa Mundial Femenina. |                            |           |       |                                                             |                                                             |

| 9 de junio de 1995                                            | Brasil     | 1:6 (1:3) | Alemania                                                                    | Tingvalla IP, Karlstad                                 |                                                        |
| 19:00 CEST (UTC+2)                                            | Roseli 19' | Reporte   | Prinz 5' · Meinert 22' · Wiegmann 42' (pen.) · Mohr 78', 89' · Bernhard 90' | Asistencia: 3 203 espectadores Árbitro(s): Alain Hamer | Asistencia: 3 203 espectadores Árbitro(s): Alain Hamer |
| Peor derrota de Brasil en la Copa Mundial Femenina de Fútbol. |            |           |                                                                             |                                                        |                                                        |

### Grupo B
| Selección  | Pts. | PJ | PG | PE | PP | GF | GC | Dif. |
| ---------- | ---- | -- | -- | -- | -- | -- | -- | ---- |
| Noruega    | 9    | 3  | 3  | 0  | 0  | 17 | 0  | 17   |
| Inglaterra | 6    | 3  | 2  | 0  | 1  | 6  | 6  | 0    |
| Canadá     | 1    | 3  | 0  | 1  | 2  | 5  | 13 | −8   |
| Nigeria    | 1    | 3  | 0  | 1  | 2  | 5  | 14 | −9   |

| 6 de junio de 1995                                                                         | Noruega                                                                                   | 8:0 (2:0) | Nigeria | Tingvalla IP, Karlstad                                 |                                                        |
| 19:00 CEST (UTC+2)                                                                         | Sandberg 30', 44', 82' · Riise 49' · Aarønes 60', 90' · Medalen 67' · Svensson 76' (pen.) | Reporte   |         | Asistencia: 4 344 espectadores Árbitro(s): Alain Hamer | Asistencia: 4 344 espectadores Árbitro(s): Alain Hamer |
| Mayor victoria de Noruega y peor derrota de Nigeria en la Copa Mundial Femenina de Fútbol. |                                                                                           |           |         |                                                        |                                                        |

| 6 de junio de 1995 | Inglaterra                                   | 3:2 (0:0) | Canadá                        | Estadio Olimpia, Helsingborg                        |                                                     |
| 19:00 CEST (UTC+2) | Coultard 51' (pen.), 85' · Spacey 76' (pen.) | Reporte   | Stoumbos 87' · Donnelly 90+1' | Asistencia: 655 espectadores Árbitro(s): Eva Ödlund | Asistencia: 655 espectadores Árbitro(s): Eva Ödlund |
| Canadá e Inglaterra hicieron sus debuts absolutos en una Copa Mundial Femenina de Fútbol. Gillian Coultard y Helen Stoumbos marcaron el primer gol de Inglaterra y Canadá, respectivamente, en la historia de los Mundiales femeninos. |                                              |           |                               |                                                     |                                                     |

| 8 de junio de 1995 | Noruega               | 2:0 (2:0) | Inglaterra | Tingvalla IP, Karlstad                                    |                                                           |
| 19:00 CEST (UTC+2) | Haugen 7' · Riise 37' | Reporte   |            | Asistencia: 5 520 espectadores Árbitro(s): Eduardo Gamboa | Asistencia: 5 520 espectadores Árbitro(s): Eduardo Gamboa |

| 8 de junio de 1995                                                                                | Nigeria                                | 3:3 (1:2) | Canadá                          | Estadio Olimpia, Helsingborg                              |                                                           |
| 19:00 CEST (UTC+2)                                                                                | Nwadike 26' · Avre 60' · Okoroafor 77' | Reporte   | Burtini 12', 55' · Donnelly 20' | Asistencia: 250 espectadores Árbitro(s): Pirom Un-Prasert | Asistencia: 250 espectadores Árbitro(s): Pirom Un-Prasert |
| Rita Nwadike marcó el primer gol de Nigeria en la historia de la Copa Mundial Femenina de Fútbol. |                                        |           |                                 |                                                           |                                                           |

| 10 de junio de 1995                                           | Noruega                                                              | 7:0 (3:0) | Canadá | Estadio Strömvallen, Gävle                                        |                                                                   |
| 16:00 CEST (UTC+2)                                            | Aarønes 4', 21', 90+3' · Riise 12' · Pettersen 71', 89' · Leinan 84' | Reporte   |        | Asistencia: 2 715 espectadores Árbitro(s): Maria Edilene Siqueira | Asistencia: 2 715 espectadores Árbitro(s): Maria Edilene Siqueira |
| Peor derrota de Canadá en la Copa Mundial Femenina de Fútbol. |                                                                      |           |        |                                                                   |                                                                   |

| 10 de junio de 1995                                                                  | Nigeria                     | 2:3 (1:3) | Inglaterra                   | Tingvalla IP, Karlstad                                    |                                                           |
| 16:00 CEST (UTC+2)                                                                   | Okoroafor 13' · Nwadike 74' |           | Farley 10', 38' · Walker 27' | Asistencia: 1 843 espectadores Árbitro(s): Ingrid Jonsson | Asistencia: 1 843 espectadores Árbitro(s): Ingrid Jonsson |
| Primera clasificación de Inglaterra a una segunda fase de una Copa Mundial Femenina. |                             |           |                              |                                                           |                                                           |

### Grupo C
| Selección      | Pts. | PJ | PG | PE | PP | GF | GC | Dif. |
| -------------- | ---- | -- | -- | -- | -- | -- | -- | ---- |
| Estados Unidos | 7    | 3  | 2  | 1  | 0  | 9  | 4  | 5    |
| China          | 7    | 3  | 2  | 1  | 0  | 10 | 6  | 4    |
| Dinamarca      | 3    | 3  | 1  | 0  | 2  | 6  | 5  | 1    |
| Australia      | 0    | 3  | 0  | 0  | 3  | 3  | 13 | −10  |

| 6 de junio de 1995 | Estados Unidos                          | 3:3 (2:1) | China                                           | Estadio Strömvallen, Gävle                                |                                                           |
| 19:00 CEST (UTC+2) | Venturini 22' · Milbrett 34' · Hamm 51' | Reporte   | Wang Liping 38' · Wei Haiying 74' · Sun Wen 79' | Asistencia: 4 635 espectadores Árbitro(s): Ingrid Jonsson | Asistencia: 4 635 espectadores Árbitro(s): Ingrid Jonsson |

| 6 de junio de 1995 | Dinamarca                                              | 5:0 (3:0) | Australia | Estadio Arosvallen, Västerås                              |                                                           |
| 19:00 CEST (UTC+2) | Krogh 12', 48' · Nielsen 25' · Jensen 37' · Hansen 86' | Reporte   |           | Asistencia: 1 500 espectadores Árbitro(s): Bente Skogvang | Asistencia: 1 500 espectadores Árbitro(s): Bente Skogvang |
| Australia hizo su debut absoluto en una Copa Mundial Femenina de Fútbol. Mayor victoria de Dinamarca y peor derrota de Australia en los Mundiales femeninos. |                                                        |           |           |                                                           |                                                           |

| 8 de junio de 1995 | Estados Unidos          | 2:0 (1:0) | Dinamarca | Estadio Strömvallen, Gävle                                         |                                                                    |
| 19:00 CEST (UTC+2) | Lilly 9' · Milbrett 49' | Reporte   |           | Asistencia: 2 704 espectadores Árbitro(s): Mamadouba Engage Camara | Asistencia: 2 704 espectadores Árbitro(s): Mamadouba Engage Camara |

| 8 de junio de 1995                                                                                     | China                                                  | 4:2 (1:1) | Australia                 | Estadio Arosvallen, Västerås                                      |                                                                   |
| 19:00 CEST (UTC+2)                                                                                     | Zhou Yang 23' · Shi Guihong 54' 78' · Liu Ailing 90+3' | Reporte   | Iannotta 25' · Hughes 89' | Asistencia: 1 500 espectadores Árbitro(s): Maria Edilene Siqueira | Asistencia: 1 500 espectadores Árbitro(s): Maria Edilene Siqueira |
| Angela Iannotta marcó el primer gol de Australia en la historia de la Copa Mundial Femenina de Fútbol. |                                                        |           |                           |                                                                   |                                                                   |

| 10 de junio de 1995 | Estados Unidos                                                 | 4:1 (0:0) | Australia      | Estadio Olimpia, Helsingborg                                |                                                             |
| 16:00 CEST (UTC+2)  | Foudy 69' · Fawcett 72' · Overbeck 90+2' (pen.) · Keller 90+4' | Reporte   | Casagrande 54' | Asistencia: 1 105 espectadores Árbitro(s): Pirom Un-Prasert | Asistencia: 1 105 espectadores Árbitro(s): Pirom Un-Prasert |

| 10 de junio de 1995 | China                                           | 3:1 (1:1) | Dinamarca | Estadio Arosvallen, Västerås                              |                                                           |
| 16:00 CEST (UTC+2)  | Shi Guihong 21' · Sun Wen 76' · Wei Haiying 90' |           | Bonde 44' | Asistencia: 1 619 espectadores Árbitro(s): Eduardo Gamboa | Asistencia: 1 619 espectadores Árbitro(s): Eduardo Gamboa |

### Tabla de terceros
Los dos equipos mejor ubicados en esta tabla clasificaron a los cuartos de final.
| Selección | Gr. | Pts. | PJ | PG | PE | PP | GF | GC | Dif. |
| --------- | --- | ---- | -- | -- | -- | -- | -- | -- | ---- |
| Dinamarca | C   | 3    | 3  | 1  | 0  | 2  | 6  | 5  | 1    |
| Japón     | A   | 3    | 3  | 1  | 0  | 2  | 2  | 4  | −2   |
| Canadá    | B   | 1    | 3  | 0  | 1  | 2  | 5  | 13 | −8   |

## Fase de eliminatorias

### Cuadro de desarrollo
|  | Cuartos de final          | Cuartos de final       |                           |       | Semifinales                  | Semifinales                  |  |  | Final | Final |
|  |                           |                        |                           |       |                              |                              |  |  |       |       |
|  | 13 de junio – Västerås    |                        |                           |       |                              |                              |  |  |       |       |
|  |                           |                        |                           |       |                              |                              |  |  |       |       |
|  | Alemania                  | 3                      |                           |       |                              |                              |  |  |       |       |
|  | Alemania                  | 3                      | 15 de junio – Helsingborg |       |                              |                              |  |  |       |       |
|  | Inglaterra                | 0                      |                           |       |                              |                              |  |  |       |       |
|  | Inglaterra                | 0                      | Alemania                  | 1     |                              |                              |  |  |       |       |
|  | 13 de junio – Helsingborg |                        | Alemania                  | 1     |                              |                              |  |  |       |       |
|  |                           | China                  | 0                         |       |                              |                              |  |  |       |       |
|  | Suecia                    | China                  | 0                         | 1 (3) |                              |                              |  |  |       |       |
|  | Suecia                    |                        | 18 de junio – Solna       | 1 (3) |                              |                              |  |  |       |       |
|  | China (p.)                | 1 (4)                  |                           |       |                              |                              |  |  |       |       |
|  | China (p.)                | 1 (4)                  | Alemania                  | 0     |                              |                              |  |  |       |       |
|  | 13 de junio – Gävle       |                        | Alemania                  | 0     |                              |                              |  |  |       |       |
|  |                           | Noruega                | 2                         |       |                              |                              |  |  |       |       |
|  | Japón                     | Noruega                | 2                         | 0     |                              |                              |  |  |       |       |
|  | Japón                     | 15 de junio – Västerås |                           | 0     |                              |                              |  |  |       |       |
|  | Estados Unidos            | 4                      |                           |       |                              |                              |  |  |       |       |
|  | Estados Unidos            | 4                      | Estados Unidos            | 0     |                              |                              |  |  |       |       |
|  | 13 de junio – Karlstad    |                        | Estados Unidos            | 0     |                              |                              |  |  |       |       |
|  |                           | Noruega                | 1                         |       | Partido por el tercer puesto | Partido por el tercer puesto |  |  |       |       |
|  | Noruega                   | Noruega                | 1                         | 3     | Partido por el tercer puesto | Partido por el tercer puesto |  |  |       |       |
|  | Noruega                   |                        | 17 de junio – Gävle       | 3     |                              |                              |  |  |       |       |
|  | Dinamarca                 | 1                      |                           |       |                              |                              |  |  |       |       |
|  | Dinamarca                 | 1                      | China                     | 0     |                              |                              |  |  |       |       |
|  |                           |                        |                           |       |                              |                              |  |  |       |       |
|  | Estados Unidos            | 2                      |                           |       |                              |                              |  |  |       |       |
|  | Estados Unidos            | 2                      |                           |       |                              |                              |  |  |       |       |

### Cuartos de final
| 13 de junio de 1995 | Japón | 0:4 (0:3) | Estados Unidos                               | Estadio Strömvallen, Gävle                                |                                                           |
| 17:15 CEST (UTC+2)  |       | Reporte   | Lilly 8', 42' · Milbrett 45' · Venturini 80' | Asistencia: 3 756 espectadores Árbitro(s): Eduardo Gamboa | Asistencia: 3 756 espectadores Árbitro(s): Eduardo Gamboa |

| 13 de junio de 1995 | Noruega                                | 3:1 (1:0) | Dinamarca | Tingvalla IP, Karlstad                                      |                                                             |
| 17:15 CEST (UTC+2)  | Espeseth 21' · Medalen 64' · Riise 85' | Reporte   | Krogh 86' | Asistencia: 4 655 espectadores Árbitro(s): Pirom Un-Prasert | Asistencia: 4 655 espectadores Árbitro(s): Pirom Un-Prasert |

| 13 de junio de 1995 | Alemania                          | 3:0 (1:0) | Inglaterra | Estadio Arosvallen, Västerås                              |                                                           |
| 20:15 CEST (UTC+2)  | Voss 41' · Meinert 55' · Mohr 82' | Reporte   |            | Asistencia: 2 317 espectadores Árbitro(s): Bente Skogvang | Asistencia: 2 317 espectadores Árbitro(s): Bente Skogvang |

| 13 de junio de 1995 | Suecia                                                     | 1:1 (1:1, 0:1) (t. s.)(3:4 p.) | China                                                          | Estadio Olimpia, Helsingborg                                |                                                             |
| 20:15 CEST (UTC+2) | Kalte 90+3' (pen.)                                         | Reporte                        | Sun Quingmei 29'                                               | Asistencia: 7 537 espectadores Árbitro(s): Sonia Denoncourt | Asistencia: 7 537 espectadores Árbitro(s): Sonia Denoncourt |
| |                                                            | Tiros desde el punto penal     |                                                                |                                                             |                                                             |
| | Malin Andersson · Videkull · Pojanen · Sundhage · Nessvold |                                | Sun Wen · Xie Huilin · Chen Yufeng · Shui Qingxia · Liu Ailing |                                                             |                                                             |
| Primer partido en la historia de la Copa Mundial Femenina que se define por medio de los tiros desde el punto penal. Primera clasificación de China a las semifinales de un Mundial femenino. |                                                            |                                |                                                                |                                                             |                                                             |

### Semifinales
| 15 de junio de 1995                                                          | Estados Unidos | 0:1 (0:1) | Noruega     | Estadio Arosvallen, Västerås                           |                                                        |
| 17:15 CEST (UTC+2)                                                           |                | Reporte   | Aarønes 10' | Asistencia: 2 893 espectadores Árbitro(s): Alain Hamer | Asistencia: 2 893 espectadores Árbitro(s): Alain Hamer |
| Primera derrota de Estados Unidos de un partido de la Copa Mundial Femenina. |                |           |             |                                                        |                                                        |

| 15 de junio de 1995                                                         | Alemania     | 1:0 (0:0) | China | Estadio Olimpia, Helsingborg                                |                                                             |
| 20:15 CEST (UTC+2)                                                          | Wiegmann 88' | Reporte   |       | Asistencia: 3 693 espectadores Árbitro(s): Petros Mathabela | Asistencia: 3 693 espectadores Árbitro(s): Petros Mathabela |
| Primera clasificación de Alemania a una final de una Copa Mundial Femenina. |              |           |       |                                                             |                                                             |

### Tercer puesto
| 17 de junio de 1995                                                       | China | 0:2 (0:1) | Estados Unidos           | Estadio Strömvallen, Gävle                                  |                                                             |
| 16:00 CEST (UTC+2)                                                        |       | Reporte   | Venturini 24' · Hamm 55' | Asistencia: 4 335 espectadores Árbitro(s): Sonia Denoncourt | Asistencia: 4 335 espectadores Árbitro(s): Sonia Denoncourt |
| Primera vez que se repite un enfrentamiento en una Copa Mundial Femenina. |       |           |                          |                                                             |                                                             |

### Final
| 18 de junio de 1995 | Alemania | 0:2 (0:2) | Noruega                   | Estadio Råsunda, Solna                                     |                                                            |
| 18:00 CEST (UTC+2)  |          | Reporte   | Riise 37' · Pettersen 40' | Asistencia: 17 158 espectadores Árbitro(s): Ingrid Jonsson | Asistencia: 17 158 espectadores Árbitro(s): Ingrid Jonsson |

|                             |
| Bandera de Noruega          |
| Campeón Noruega 1.er título |

## Estadísticas

### Tabla general
| Pos. | Selección      | Pts. | PJ | PG | PE | PP | GF | GC | Dif. | Rend.  |
| ---- | -------------- | ---- | -- | -- | -- | -- | -- | -- | ---- | ------ |
| 1    | Noruega        | 18   | 6  | 6  | 0  | 0  | 23 | 1  | 22   | 100%   |
| 2    | Alemania       | 12   | 6  | 4  | 0  | 2  | 13 | 6  | 7    | 66,67% |
| 3    | Estados Unidos | 13   | 6  | 4  | 1  | 1  | 15 | 5  | 10   | 72,22% |
| 4    | China          | 8    | 6  | 2  | 2  | 2  | 11 | 10 | 1    | 44,44% |
| 5    | Suecia         | 7    | 4  | 2  | 1  | 1  | 6  | 4  | 2    | 58,33% |
| 6    | Inglaterra     | 6    | 4  | 2  | 0  | 2  | 6  | 9  | −3   | 50%    |
| 7    | Dinamarca      | 3    | 4  | 1  | 0  | 3  | 7  | 8  | −1   | 25%    |
| 8    | Japón          | 3    | 4  | 1  | 0  | 3  | 2  | 8  | −6   | 25%    |
| 9    | Brasil         | 3    | 3  | 1  | 0  | 2  | 3  | 8  | −5   | 33,33% |
| 10   | Canadá         | 1    | 3  | 0  | 1  | 2  | 5  | 13 | −8   | 11,11% |
| 11   | Nigeria        | 1    | 3  | 0  | 1  | 2  | 5  | 14 | −9   | 11,11% |
| 12   | Australia      | 0    | 3  | 0  | 0  | 3  | 3  | 13 | −10  | 0%     |

### Goleadoras
| Jugadora            | Selección      | Goles |
| ------------------- | -------------- | ----- |
| Ann Kristin Aarønes | Noruega        | 6     |
| Hege Riise          | Noruega        | 5     |
| Gitte Krogh         | Dinamarca      | 3     |
| Kristine Lilly      | Estados Unidos | 3     |
| Tiffeny Milbrett    | Estados Unidos | 3     |
| Heidi Mohr          | Alemania       | 3     |
| Marianne Pettersen  | Noruega        | 3     |
| Kristin Sandberg    | Noruega        | 3     |
| Shi Guihong         | China          | 3     |
| Tisha Venturini     | Estados Unidos | 3     |
| Bettina Wiegmann    | Alemania       | 3     |

## Premios y reconocimientos

### Balón de Oro
Por primera vez, las tres mejores futbolistas del certamen pertenecieron a la misma selección.
| Premio          |  | Jugadora            | Selección |
| --------------- |  | ------------------- | --------- |
| Balón de Oro    |  | Hege Riise          | Noruega   |
| Balón de Plata  |  | Gro Espeseth        | Noruega   |
| Balón de Bronce |  | Ann Kristin Aarønes | Noruega   |

### Bota de Oro
| Premio         |  | Jugadora            | Selección | Goles | Asistencias |
| -------------- |  | ------------------- | --------- | ----- | ----------- |
| Bota de Oro    |  | Ann Kristin Aarønes | Noruega   | 6     | 0           |
| Bota de Plata  |  | Hege Riise          | Noruega   | 5     | 0           |
| Bota de Bronce |  | Shi Guihong         | China     | 3     | 2           |

### Juego limpio
| Premio                            | Selección |
| --------------------------------- | --------- |
| Premio al Juego Limpio de la FIFA | Suecia    |